# Hvaler kommune
Hvaler er en økommune beliggende i den sydvestlige del af Østfold fylke i Norge, yderst i Oslofjorden, på østsiden af fjorden syd for Fredrikstad. Kommunen består af 833 øer, holme og skær (alle over 20 m². Største bebyggelse er kommunecenteret Skjærhalden, som ligger på Kirkeøy. Fra Skjærhalden til Fredrikstad er der ca. 28 km.
Den var en del af  Viken fylke som blev etableret 1. januar 2020, men opløst fra 1. januar 2024.
Kommunen havde i 2006 3.821 indbyggere, men om sommeren mangedobles indbyggertallet, hvis man medregner alle hyttegæsterne. Man regner med, at der er cirka 30.000 personer i kommunen i den mest aktive ferieperiode. Det vigtigste erhverv er fiskeri. I 1990 var 8% af 1.452 arbejdsstyrken beskæftiget inden for fiskeriet. Største havn på Hvaler er Utgårdskilen, som er den største fiskerihavn øst for Lindesnes.
Kommunen har vejforbindelse til Fredrikstad. Forbindelsen blev bygget færdig med dæmninger og broer fra fastlandet til Asmaløy i 1971 og tunnel under sundet Løperen videre til Kirkeøy i 1989. Der er båd- og færgeforbindelse fra Skjærhalden til Nordre Sandøy, Søndre Sandøy, Herføl og Lauer, og rutebåd til Strömstad i Sverige.
Under den svenske invasion i 1814 blev Hvalerøerne okkuperet af de svenske styrker.

## Større øer og øgrupper
- Akerøya 1,6 km²
- Asmaløy 9,1 km²
- Herføl 1,9 km²
- Kirkeøy 29,6 km²
- Lauer
- Papper 2,1 km²
- Nordre Sandøy 2,4 km²
- Singløy 2,2 km²
- Spjærøy 8,0 km²
- Søndre Sandøy 4,2 km²
- Tisler
- Vesterøy 15,2 km²